# Passiflora tolimana
Passiflora tolimana är en passionsblomsväxtart som beskrevs av Hermann August Theodor Harms. Passiflora tolimana ingår i släktet passionsblommor, och familjen passionsblomsväxter. Inga underarter finns listade i Catalogue of Life.